# 山崎治頼
山崎 治頼（やまざき はるより）は、江戸時代前期の大名。讃岐国丸亀藩3代藩主。

## 略歴
慶安3年（1650年）、丸亀藩2代藩主・山崎俊家の長男として誕生。幼名は虎之助。
慶安4年（1651年）10月、父の死去により翌年2月8日に僅か3歳で家督を継いだ。このとき、叔父山崎豊治に讃岐国仁保5,000石を分知し後見人としている。しかし明暦3年（1657年）3月6日、死去。享年8。戒名は天心院殿宗春栄覚童子。墓所は東京都港区愛宕の青松寺。山崎氏は無嗣断絶で改易となった。
ただし、後見人である叔父の豊治は、江戸幕府より讃岐国仁保5,000石の所領を安堵され、名跡相続を許されている。更に万治元年（1659年）には山崎家の故地である備中国川上郡成羽領5,000石に所領替えとなった。その後、子孫は交代寄合表向御礼衆として存続し、維新立藩によって大名家として復活を遂げ廃藩置県に至っている。